# Otto Walde
Otto Vilhelm C:son Walde, född den 8 oktober 1879 i Förkärla i Blekinge län, död den 4 juli 1963 i Norrköping, var en svensk biblioteksman.

## Biografi
Walde blev 1904 extra ordinarie amanuens vid universitetsbiblioteket i Lund samt 1910 andre och 1919 förste bibliotekarie vid universitetsbiblioteket i Uppsala. År 1913 blev han även bibliotekarie hos Vetenskapssocieteten. Han blev filosofie doktor i Uppsala 1916. Han undersökte de böcker i svenska bibliotek som Sverige tagit som krigsbyten. Resultaten publicerades i Storhetstidens litterära krigsbyten (1-2, 1916, 1920), ett arbete som av Vetenskapsakademien 1921 belönades med hälften av Letterstedtska författarpriset.
Bland hans övriga uppsatser i bok- och biblioteksväsen kan nämnas Henrik Rantzaus bibliotek och dess öden (i "Nordisk tidskrift för bok- och biblioteksväsen" 1914), Konung Sigismunds bibliotek och Gustaf Adolfs donation 1620–21. Ett bidrag till Upsala universitetsbiblioteks historia (1915), Till  Kristinabibliotekets historia (samma år), Stephanii bibliotek och dess historia (1917), Om bokanteckningar som källor och behofvet af provenienskataloger (1918) och En svensk boksamlare från Vasatiden. Hogenskild Bielke och hans bibliotek (i "Uppsala universitetsbiblioteks minnesskrift 1621–1921", 1921).